# Qualificazioni al campionato europeo di football americano Under-19 2019
Questa voce raccoglie un approfondimento sui risultati degli incontri e sulle classifiche per l'accesso alla fase finale del Campionato europeo di football americano Under-19 2019.

## Squadre partecipanti
Hanno partecipato alle partite di qualificazione 8 squadre:
| Pr. | Squadra       | Data di iscrizione | Partecipante in quanto | Ultima partecipazione ad un campionato europeo |
| --- | ------------- | ------------------ | ---------------------- | ---------------------------------------------- |
| 1   | Francia       |                    |                        |                                                |
| 2   | Finlandia     |                    |                        |                                                |
| 3   | Gran Bretagna |                    |                        |                                                |
| 4   | Paesi Bassi   |                    |                        |                                                |
| 5   | Russia        |                    |                        |                                                |
| 6   | Spagna        |                    |                        |                                                |
| 7   | Norvegia      |                    |                        |                                                |
| 8   | Slovacchia    |                    |                        |                                                |

## Incontri
| Leeds 30 marzo 2019, ore 13:00 | Gran Bretagna | 12 – 30 | Norvegia | John Charles Stadium |

| Arnhem 27 aprile 2019, ore 13:00 | Paesi Bassi | 15 – 9 | Spagna |  |

| Vantaa 5 maggio 2019 | Finlandia                                                                       | 69 – 0 (29-0 13-0 13-0 14-0) referto | Russia | Myyrmäen jalkapallostadion\| Arbitri: \| J. Sipi V. Platonov G. Giakonov R. Suojanen J. Seppelin I. Rodriguez I. Smirnov \| |
| Arbitri:             | J. Sipi V. Platonov G. Giakonov R. Suojanen J. Seppelin I. Rodriguez I. Smirnov |                                      |        | |

| Amiens 2 giugno 2019 | Francia | 35 – 0 (a tavolino) | Slovacchia |  |

### Verdetti
- Norvegia, Paesi Bassi, Finlandia e Francia ammesse al Campionato europeo di football americano Under-19 2019.